# 罗氏啸鹟
罗氏啸鹟（学名：Pachycephala lorentzi），是啸鹟科啸鹟属的一种，分布于印度尼西亚和巴布亚新几内亚。该物种的保护状况被评为无危。
罗氏啸鹟的平均体重约为19.4克。栖息地包括亚热带或热带的高海拔疏灌丛和亚热带或热带的湿润山地林。